# Нормандська порода
Нормандська порода (фр. Normande) — порода великої рогатої худоби молочного напряму. Виведена у 18 столітті на півночі Франції — у Нормандії. В середині 20 століття поголів'я породи становило від 20 до 25 % всього поголів'я великої рогатої худоби Франції, однак до початку 21 століття її кількість значно скоротилася.

## Історія
Нормандську породу було виведено у 18 столітті на півночі Франції — у Нормандії шляхом схрещування кількох місцевих порід великої рогатої худоби. З 1836 року нормандську худобу почали схрещувати з англійською даремською породою з метою покращення будови тіла тварин і надання їм скороспілості, однак було помічено негативний вплив такого схрещування на молочні якості корів. У 1877 році худобу нормандської породи було вперше експортовано до Південної Америки. До США і країн Східної Європи худобу вперше було завезено у 2000 році.
Племінну книгу відкрито у 1883 році. У 1956 році у Франції нараховувалося біля 3,5 млн голів нормандської худоби, що становило 1/5 всіх порід Франції і давало понад 25 % всього виробництва м'яса і молока. У 1960-х роках поголів'я породи становило вже 4,5 млн голів, або 25 % всієї великої рогатої худоби країни. Однак, на початок 21 століття поголів'я породи значно скоротилося. У липні 2013 року налічувалося 373699 корів.

## Опис

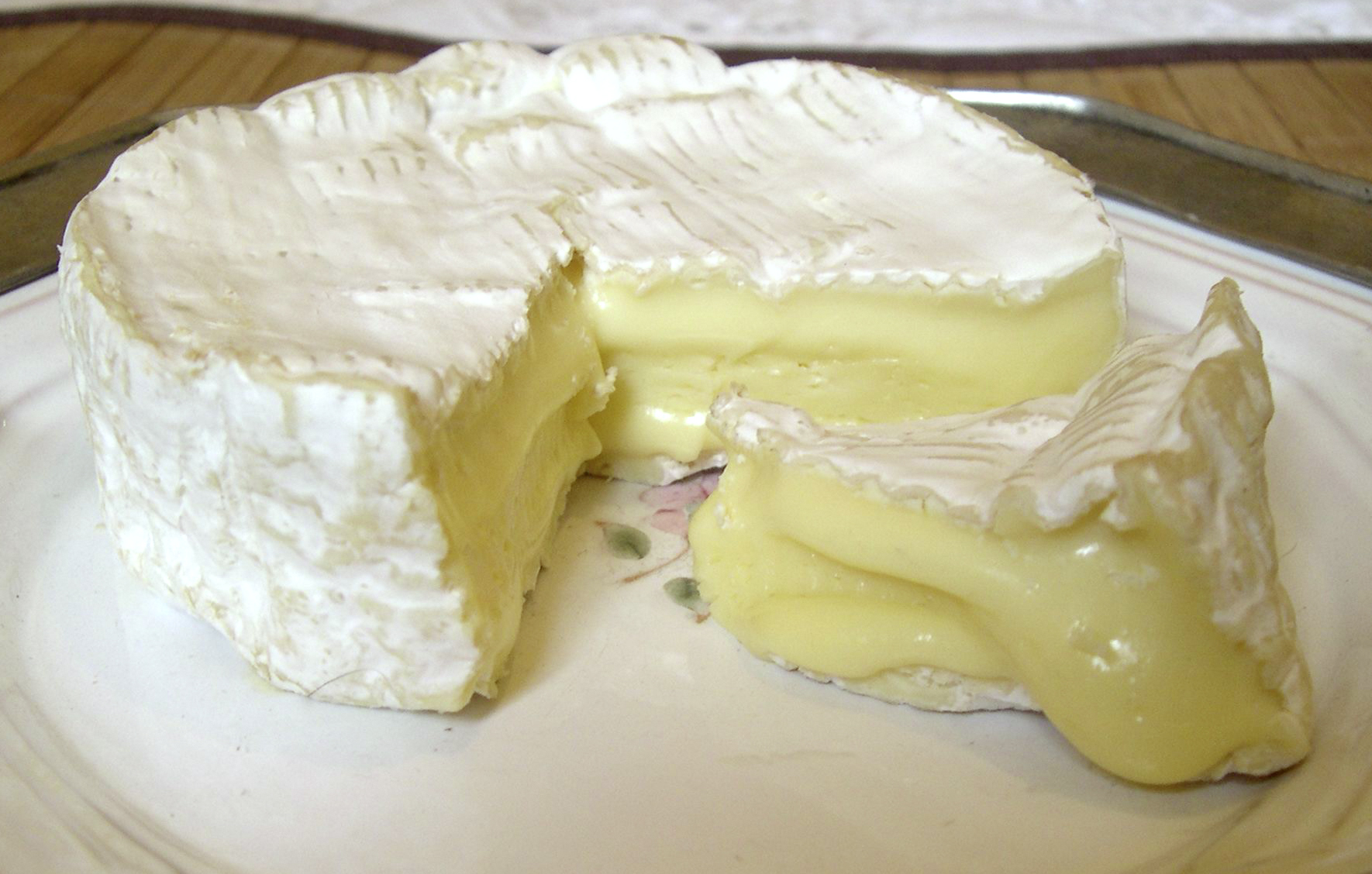
Сир камамбер. Виготовляється лише з непастеризованого молока корів нормандської породи.

Масть тварин строката, з плямами каштанового або темно-брунатного кольору на білому або світлому тлі, забарвлення може бути тигрового типу. В багатьох тварин є темні плями навколо очей («окуляри»). Взагалі, тип забарвлення тварин є одним з найскладніших поміж європейських порід великої рогатої худоби, у одному з досліджень на цю тему, надрукованому у 1990 році, описано не менш як 69 варіантів забарвлення худоби нормандської породи. Тулуб тварин великий, зріст корів у холці — 140 см, бугаїв — 155 см, жива маса бугаїв — 1100 кг, корів — 800 кг. Середній надій молока від корови за рік становить 7927 кг, жирність молока — 4,2 %. За вмістом жиру і білку молоко нормандської породи наближається до молока джерсійської худоби. Значна частина молока йде на виробництво сиру. Лише з молока корів нормандської породи виготовляється справжній сир камамбер.

## Поширення
У липні 2013 року налічувалося 373699 корів у 12295 стадах, 79731 корова була записана до племінної книги.

## Виноски
1. 1 2 3 4 5 6 7  Normande. // Valerie Porter, Lawrence Alderson, Stephen J.G. Hall, D. Phillip Sponenberg (2016). Mason's World Encyclopedia of Livestock Breeds and Breeding [Архівовано 20 грудня 2016 у Wayback Machine.] (sixth edition). Wallingford: CABI. — P. 261—262. ISBN 9781780647944. (англ.)
2. 1 2   Lecanu Albert. La race bovine normande. // Rich. France, 1956, № 26, 35, 34. (фр.)
3. ↑  Ю. Бойко (02.11.2011). Локальна порода — цінний скарб людства. Інтернет-сайт журналу «Пропозиція» http://propozitsiya.com/ua. Архів оригіналу за 20 грудня 2016. Процитовано грудень 2016. {{cite web}}: Зовнішнє посилання в |work= (довідка)